# Der Hauptmann von Köpenick (film 1926)
Der Hauptmann von Köpenick è un film muto del 1926 diretto da Siegfried Dessauer.

## Produzione
Il film fu prodotto dall'Alhambra-Film GmbH di Berlino.

## Distribuzione
Con il visto di censura del 4 giugno 1926, il film uscì nelle sale cinematografiche tedesche presentato a Berlino nel giugno 1926.